# 4-AcO-DMT
Le 4-AcO-DMT (ou O-Acétylpsilocine) est une tryptamine hallucinogène, structurellement proche de la psilocine.

## Historique

### Découverte et popularisation
Le 4-AcO-DMT a été découvert dans les années 1960 par Albert Hofmann et Franz Troxler, lors de recherches pour l'entreprise pharmaceutique Sandoz.
Cependant, il est resté pratiquement inconnu jusqu'à ce qu'une étude de David Nichols, de l'université Purdue, le présente comme une potentielle prodrogue de la psilocine,. Il est aujourd'hui considéré comme un NPS, et le nombre de consommateurs est en augmentation ; il serait même l'un des NPS les plus consommés dans le monde en 2016.

### Statut légal
En 2017, le 4-AcO-DMT n'est spécifiquement considéré comme illicite dans presque aucun texte officiel, à l'exception de certains états américains comme la Floride ou le Texas. Cependant, dans certains pays (notamment le Royaume-Uni et l'Italie), sa possession est illégale car il s'agit d'un ester de la DMT, inscrite au tableau international des substances psychotropes,.

## Chimie

### Structure chimique
Le 4-AcO-DMT est un dérivé de la DMT, en position 4 de laquelle on substitue l'atome d'hydrogène par un groupe acétoxy (en).

Il a pour formule semi-développée H3C-COO-C8H5N-(CH2)2-N(CH3)2.

### Synthèse

#### Première voie de synthèse(1963)
La synthèse proposée par Albert Hofmann et Franz Troxler lors de sa découverte implique l'utilisation de psilocine (qui est structurellement très proche du 4-AcO-DMT) sous forme de sel de sodium.

Il s'agit alors de faire réagir la molécule avec du chlorure d'acétyle, dans une solution de diméthoxyéthane, puis de faire cristalliser le produit à l'aide d'éther de pétrole.

#### Seconde voie de synthèse(1999)
Lors de son étude du 4-AcO-DMT, David Nichols proposa une nouvelle manière de synthétiser la molécule.

Sa méthode implique l'hydrogénation de palladium sur charbon, d'acétate de sodium, de benzène, d'anhydride acétique et de 4-benzyloxy-DMT, dont il décrivit également une synthèse.

### Stabilité
Au fil du temps, le 4-AcO-DMT se dégrade en psilocine.

## Pharmacologie
Le 4-AcO-DMT étant une prodrogue de la psilocine, ses effets pharmacologiques sont très proches de ceux de la psilocine. Cependant, aucune étude concernant les effets pharmacologiques du 4-AcO-DMT (et notamment des effets éventuels du 4-AcO-DMT sur l'organisme avant sa métabolisation en psilocine) n'a encore été menée en 2017.

## Effets

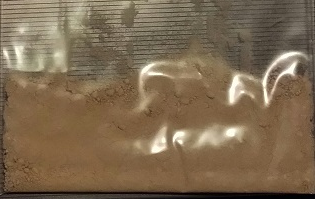
Du 4-AcO-DMT sous forme de poudre

Les effets du 4-AcO-DMT sont très similaires à ceux de la psilocine et de la psilocybine, cette dernière molécule (contenue dans les champignons hallucinogènes) étant elle aussi une prodrogue de la psilocine.

Leur durée est d'environ 3 à 6 heures, en fonction de la dose et de la personne.

### Effets recherchés
- amélioration de la perception visuelle
- modification de la perception des couleurs
- hallucinations
- hallucinations auditives
- fous rires
- stimulation physique et mentale, amélioration des capacités cognitives
- sentiments d'extase, de paix intérieure
- amélioration de l'humeur, euphorie
- état de somnolence, de rêverie
- synesthésie
- sentiment d'empathie
- excitation sexuelle

### Effets secondaires
- dilatation des pupilles
- confusion, pensées floues
- modification de la perception du temps
- diminution ou perte de l'ego
- désorientation
- diminution de la puissance des émotions
- anxiété, peur
- difficultés à s'exprimer
- nausée, vomissements, gaz
- paranoïa, sentiment d'insécurité
- transpiration, frissons
- insomnie
- hausse importante du rythme cardiaque
- fatigue (voire douleur), musculaire

### Conséquences
Le 4-AcO-DMT étant un NPS, ses conséquences à long terme sur la santé ne sont pas encore connues et aucune étude n'a encore été menée sur son action pharmacologique ni sur sa toxicité.

## Usages

### Usage privé
Les utilisateurs du 4-AcO-DMT sont généralement intéressés par la découverte de soi, l'accomplissement spirituel, mais également par leur propre plaisir. Ils notent également la quasi-inexistence de comportements de dépendance. Le potentiel addictif de cette molécule est bien moindre que celui de la plupart des NPS, mais également moins important que celui noté avec d'autres NPS hallucinogènes comme le 25I-NBOMe. La molécule a une importante tolérance croisée, la prise plusieurs jours consécutifs réduit donc énormément les effets.
Aucun cas de surdose impliquant le 4-AcO-DMT n'a été rapporté en 2017.

## Production et trafic
Comme beaucoup de NPS, le 4-AcO-DMT est essentiellement acheté via Internet par ses consommateurs.